# Hellmuth Rauner
Albert Hellmuth Rauner (* 21. Dezember 1895 in Chemnitz; † 25. November 1975 in Radebeul) war ein deutscher Kommunalpolitiker (SPD, SED) und Kulturfunktionär. 1965 wurde er Radebeuler Ehrenbürger.

## Leben
Sein Berufswunsch, Lehrer zu werden, scheiterte an seiner Schwerhörigkeit. So schlug er nach dem Besuch der Volksschule die Beamtenlaufbahn ein. Im Ersten Weltkrieg als Schreiber im Hafenamt Loewen eingesetzt, kehrte er nach Deutschland zurück, wo er 1920 zum Gemeindevorsteher von Kirchberg gewählt wurde. Zwei Jahre später trat er in die SPD ein. 1926 wurde er in Chemnitz Verwaltungsdirektor. Aufgrund des Gesetzes zur Wiederherstellung des Berufsbeamtentums erfolgte 1933 seine Entlassung aus dem Verwaltungsdienst; Rauner siedelte dann nach Radebeul über. Nach dem Attentat vom 20. Juli 1944 wurde er inhaftiert.
Nach Rückkehr aus sowjetischer Kriegsgefangenschaft nahm er als SPD-Kommunalpolitiker  kulturpolitische Aufgaben an. 1946 erfolgte die Teilnahme am Vereinigungsparteitag von SPD und KPD in Sachsen. Im selben Jahr wurde er stellvertretender Stadtverordnetenvorsteher, 1947 Präsident des Kreistags Dresden-Land. Rauner wirkte als Mitglied des kommunalpolitischen Beirates beim ZK der SED.
Im Jahr 1950 wurde er wegen systemkritischer Äußerungen seiner Ämter enthoben.

## Darstellung Rauners in der bildenden Kunst
- Alfred Ahner: Hellmuth Rauner (Kreidezeichnung, 1933)[1]